# Championnats du monde de cyclisme sur route 1978
Navigation
San Cristóbal 1977 Valkenburg 1979
Les championnats du monde de cyclisme sur route 1978 ont eu lieu le 27 août 1978 à Nürburg en République fédérale d'Allemagne. 
Gilbert Glaus devient champion du monde sur route amateurs, mais est un des six coureurs contrôlés positifs aux stéroïdes. Il n'est cependant pas sanctionné.

## Résultats
| Épreuves :                                       | Or                                                                       | Or              | Argent                                                                                        | Argent | Bronze                                                                | Bronze |
| Épreuves masculines                              |                                                                          |                 |                                                                                               |        |                                                                       |        |
| Hommes - course en ligne                         | Gerrie Knetemann Pays-Bas                                                | 7 h 32 min 04 s | Francesco Moser Italie                                                                        | -      | Jørgen Marcussen Danemark                                             | -      |
| Hommes - amateurs - course en ligne              | Gilbert Glaus Suisse                                                     | -               | Krzysztof Suika Pologne                                                                       | -      | Stefan Mutter Suisse                                                  | -      |
| Hommes - amateurs - contre-la-montre par équipes | Pays-Bas Guus Bierings Bert Oosterbosch Bart Van Est Jan van Houwelingen | -               | Union soviétique Aavo Pikkuus Vladimir Kaminski Alguimantus Goushavitchous Vladimir Kuznetzov | -      | Suisse Gilbert Glaus Stefan Mutter Richard Trinkler Kurt Ehrensperger | -      |
| Épreuve féminine                                 |                                                                          |                 |                                                                                               |        |                                                                       |        |
| Femmes - course en ligne                         | Beate Habetz Allemagne de l'Ouest                                        | -               | Keetie van Oosten-Hage Pays-Bas                                                               | -      | Emmanuella Lorenzon Italie                                            | -      |

## Tableau des médailles
| Rang  | Nation               | Or | Argent | Bronze | Total |
| ----- | -------------------- | -- | ------ | ------ | ----- |
| 1     | Pays-Bas             | 2  | 1      | 0      | 3     |
| 2     | Suisse               | 1  | 0      | 2      | 3     |
| 3     | Allemagne de l'Ouest | 1  | 0      | 0      | 1     |
| 4     | Italie               | 0  | 1      | 1      | 2     |
| 5     | Pologne              | 0  | 1      | 0      | 1     |
| 5     | Union soviétique     | 0  | 1      | 0      | 1     |
| 6     | Danemark             | 0  | 0      | 1      | 1     |
| Total | Total                | 4  | 4      | 4      | 12    |